# Hervé IV de Léon (seigneur de Léon)
Pour les articles homonymes, voir Hervé de Léon.
Hervé IV de Léon (seigneur de Léon) est le fils d'Hervé III de Léon et de Marguerite de Châteauneuf.

## Biographie
Seigneur de Léon, son fief est le château de La Roche-Maurice.
Marié vers 1260 avec Mathilde de Poissy, décède vers 1290, enterré à l'abbaye de Fontaine-Guérard. Il échange en septembre 1281 avec le roi Philippe III le Hardi, tous ses biens en Châteauneuf et Senonches. Cette partie de l'héritage passa aux mains de Louis de Valois, comte de Chartres et d'Alençon (fils cadet de Charles Ier comte de Valois, d'Alençon et du Perche ; frère de Philippe IV le Bel), auquel fut échue la terre de Châteauneuf-en-Thymerais. Louis mort sans enfant en 1329 ou 28, le roi Philippe VI donna à son puîné Charles II de Valois, comte d'Alençon et du Perche, une part de l'héritage de leur frère Louis, et lui assigna entre autres terres, par acte de mai 1335 Châteauneuf-en-Thimerais et Senonches, plus Champrond. 
Hervé IV de Léon épouse Mahaut de Poissy et est le père de:
- Hervé V de Léon,
- Guillaume de Léon, évêque,
- Amicie de Léon, épouse de Guillaume III de Tinténiac.